# Amt Peitz (Neumark)
Das Amt Peitz war ein kurfürstlich-brandenburgisches Domänenamt mit Sitz in Peitz (Landkreis Spree-Neiße, Brandenburg). Es war im 15. Jahrhundert aus der Herrschaft Peitz hervorgegangen, die Anfang des 14. Jahrhunderts erstmals urkundlich erwähnt wird. 1448 erwarb der brandenburgische Kurfürst Friedrich II. die Herrschaft Peitz, die nun für die weitere Geschichte mit der Mark Brandenburg verbunden blieb; sie blieb jedoch bis 1742 ein Lehen der Böhmischen Krone. Das Amt Peitz wurde 1574 selbständiges Amt und wurde 1832 mit dem Amt Cottbus vereinigt und aufgelöst. Ab Mitte des 18. Jahrhunderts wurden die ehemaligen Herrschaften Cottbus und Peitz auch Cottbusischer Kreis oder Cottbuser Kreis genannt.

## Geschichte
1301 wurde die Burg Peitz erstmals urkundlich erwähnt, die hier einen Übergang über die Malxe deckte. In deren Schutz entwickelte sich eine Siedlung in Gitteranlage mit einer Umwehrung und zwei Toren, die 1371 und 1423 als stetel, 1444, 1448, 1478 und 1485 als Städtchen erwähnt ist. Um 1350 (bis 1359) werden als Besitzer von Burg und Siedlung (und sehr wahrscheinlich auch des umliegenden Gebietes) die Mager genannt, darunter ein Heinrich Mager, der 1350 als Gefolgsmann des brandenburgischen Markgrafen Ludwig I. in den Kirchenbann geriet. 1357 wird auch noch sein Bruder Hans Mager zu Peitz genannt.
1353 war die Mark Lausitz (= Niederlausitz) an die Wettiner verpfändet worden, Die beiden Mager-Brüder öffneten dem Wettiner Friedrich III. von Meißen ihre Burg Peitz. 1359 versprach Friedrich III., dass Hans und Hartmann Mager im Besitz des Schlosses Peitz bleiben sollten. Von 1362 bis 1364 war die Burg wahrscheinlich im direkten Besitz von Friedrich III. 1363 löste Karl IV. in seiner Stellung als böhmischer König mit finanzieller Hilfe von Herzog Bolko II., Herzog von Schweidnitz-Jauer das Pfand für die Mark Lausitz wieder ein. Dafür erhielt Bolko die Mark Lausitz als Lehen auf Lebenszeit.
1367 hatte der formelle Inhaber der Mark Lausitz, der brandenburgische Markgraf Otto V. die Mark Lausitz (und auch die Mark Brandenburg) an Karl IV. in seiner Funktion als böhmischer König verkauft. Der Pfandinhaber Bolko II. starb schon 1368 und die Niederlausitz fiel an Karl IV. zurück. Dieser schloss sie 1367/70 an die böhmische Krone an.
1377 gehörte Peitz zu dem Teil der Mark Lausitz, den Karl IV. seinem Sohn Johann zu seinem Herzogtum Görlitz übertrug. Nach dessen frühen Tod 1396 fiel dieses kurzlebige Herzogtum wieder an die böhmische Krone zurück bzw. wurden die alten Grenzen wieder hergestellt. Johann von Görlitz hatte dem niederlausitzer Landvogt Anselm von Ronow (Landvogt: 1380–1386) Peitz pfandweise überlassen. 1411 gab dieser das Pfand weiter an Herzog Rudolf III. von Sachsen; und vom sächsischen Herzog Rudolf wanderte das Pfand weiter an Hans und Heinrich Schenken von Landsberg, die 1430 nachweislich im Pfandbesitz von Peitz waren. 1431 unterstellten sich Hans und Heinrich Schenken von Landsberg mit ihren Schlössern Teupitz, Sydow und Peitz angesichts der Hussitengefahr dem Schutz des brandenburgischen Kurfürsten Friedrich des II. 1436 eroberten sächsische Truppen Burg und Stadt Peitz. Heinrich Schenk von Landsberg übertrug 1442 das Pfandrecht an der Herrschaft Peitz an den brandenburgischen Kurfürsten Friedrich II. und erhielt die Herrschaft Peitz noch im selben Jahr amtmannsweise wieder. Diese Verpfändungen bzw. die Weitergabe des Pfandes geschah jeweils mit Einverständnis des jeweiligen böhmischen Königs, der sich die Einlösung des Pfandes aber vorbehalten hatte.
1444 verpfändete nun Friedrich II. Schloss und Herrschaft Peitz an Hans und Kaspar von Waldau. 1448 gab Hans von Waldau die Herrschaft Peitz bzw. das Pfand wieder an den brandenburgischen Kurfürsten Friedrich II. um 6000 Rheinische Gulden zurück.
1422 war der niederlausitzische Landvogt Hans von Polenz um 7850 Schock Groschen in den Pfandbesitz der Mark Lausitz gekommen. 1448 kaufte Friedrich II. den Söhnen des Hans von Polenz, Jakob und Jakob unter der Vormundschaft des Nicolaus von Polenz, die Pfandschaft über die Mark Lausitz für 16.000 Schock Prager Groschen ab. 1449 erhielt er die Belehnung mit den Herrschaften Cottbus und Peitz, aber nicht für die Mark Lausitz (= Niederlausitz) insgesamt, obwohl er zu diesem Zeitpunkt in faktischem Besitz der Niederlausitz war.
1445 hatte Reinhard (II.) von Cottbus seinen Anteil an der Herrschaft Cottbus wegen großen finanziellen Schwierigkeiten an den brandenburgischen Kurfürsten Friedrich II. verkaufen müssen. Da dieser nun eine annehmbare Wohnung suchte, erhielt er 1448 von Friedrich II. die Herrschaft Peitz zu Lehen auf Lebenszeit. 1475 verstarb Reinhard von Cottbus und die Herrschaft Peitz fiel wieder an den brandenburgischen Kurfürsten zurück. Nach dem Tod des Reinhard von Cottbus 1475 blieb Peitz kurfürstlich-brandenburgisches Amt.
1478 wurde Peitz erneut verpfändet, diesmal an Dietrich von Freiberg, danach folgte Albrecht von Leipzig. 1480 folgte die Verpfändung an Graf Eitelfried von Zollern, 1489 an Georg II. von Anhalt-Köthen und schließlich noch 1490 an Zabel von Burgsdorf. Einige Jahre danach muss Peitz wieder in den direkten Besitz des brandenburgischen Markgrafen gekommen sein.
1517 bestellte Joachim I. Balthasar von Buch zum Hauptmann von Cottbus und Peitz. So haben wir ihme zu seiner Haußhaltung und versoldung In unserm Sloß Cottbus auff folgende Personen ... auß unsern ampten zu haben und zu nehmen verordent und vergonnt, das Ime unser Castner daselbs zu iglicher Zeit reichen und geben soll zweihundert gulden an gewonlicher Muntz Landeswerung, dartzu vierzig maldern havern ... Die Notiz besagt bereits eindeutig, dass Cottbus zusammen mit Peitz bereits 1517 ein Amt war, das von einem besoldeten Hauptmann geführt wurde.
Nach Berthold Schulze soll Peitz 1574 vom Amt Cottbus abgetrennt und zu einem eigenen Amt gemacht worden sein. Doch 1662 war Georg Abraham von Grünberg Amtshauptmann in Cottbus und Peitz.
Der Herrschaften Cottbus und Peitz gehörten zwar zum Landesteil Neumark der Mark Brandenburg, die drei Ämter Cottbus, Peitz und Sielow unterstanden jedoch der Kurmärkischen Kammer und nicht der Neumärkischen Kammer. Sie werden daher unter der Kurmark geführt.
1774 scheint das Amt Peitz für kurze Zeit zur Neumärkischen Kammer gehört zu haben. 1774 wurden die Vorwerke Maust und Lakoma des neumärkischen Amtes Peitz an das kurmärkische Amt Cottbus abgetreten. Nach Gulde gehörte das Amt Peitz 1783 aber wieder zur Kurmärkischen Kammer, so auch 1815. Das Handbuch über den Königlich Preußischen Hof und Staat für das Jahr 1798 (und folgende Handbücher bis 1832) führen das Amt Peitz dagegen wieder unter den neumärkischen Ämtern auf.
Das Amt Peitz war schon im Jahr 1708 in Generalpacht ausgegeben worden. So betrug die Generalpacht für das Amt 1786 jährlich 11.986 Taler; außerdem musste der Pächter für den Fall von Pachtausfällen eine Kaution von 4000 Talern stellen.

## Zugehörige Orte
Die Zusammenstellung folgt der Topographisch-statistische(n) Uebersicht des Regierungsbezirks Frankfurth a. d. O. von 1820, die den Zustand von 1818 darstellt.
- Bärenbrück, Dorf
- Bärenbrücker Fischhof, Vorwerk
- Diebsdorf, Vorstadt (= Cottbuser Vorstadt von Peitz)
- Drachhausen, Dorf und Vorwerk
- Drachhausener Kolonie (siehe Drachhausen)
- Drachhausener Försterei (siehe Drachhausen)
- Drachhausener Teerofen (siehe Drachhausen)
- Drehnow, Dorf
- Wüste Drehwitz, Dorf
- Drehwitzer Unterförsterei (siehe Drewitz)
- Fehrow, Dorf
- Fehrower Unterförsterei (siehe Fehrow)
- Friedrichshof, Etablissement
- Groß Lieskow, Dorf
- Heinersbrück, Dorf und Erbpachtsvorwerk
- Heinersbrücker Mühle, Windmühle
- Hüttenwerk bei Peitz, alter und neuer Hammer
- Jänschwalde, Dorf und Kolonie (siehe Heinersbrück)
- Jänschwalder Forsthaus (siehe Jänschwalde)
- Jänschwalder Schäferei (siehe Jänschwalde)
- Klein Lieskow, Dorf, Anteil, anderer Anteil Rittergut Tranitz
- Luisenruh (Louisenruh), Plantage
- Mauster Mühle, Wassermühle (siehe Maust)
- Merzdorf, Dorf
- Neuendorf, Dorf
- Peitzer Haus, Dammwärterhaus (siehe Peitz)
- Preilack (Preylack), Dorf
- Radewiese, Kolonie
- Saccasne (Sackasne), Kolonie
- Saspow, Dorf, anteilig, anderer Anteil Domänenamt Cottbus
- Schmogrow, Dorf
- Schönhöhe, Kolonie
- Schönhöhe, Vorwerk (siehe Schönhöhe)
- Skadow, anteilig, anderer Anteil Domänenamt Cottbus
- Ströbitz, anteilig, anderer Anteil Stadt Cottbus
- Tauer, Dorf
- Tauerer Windmühle
- Tauerer Teerofen
- Turnow, Dorf, anteilig, anderer Anteil Stadt Peitz
- Turnower Ziegeley (siehe Tirnow)
- Willmersdorf, Dorf

Nach der Niederlage Preußens 1806 gegen die Napoleonischen Truppen fiel 1807 nach dem Frieden von Tilsit der Cottbusische Kreis und damit auch das Amt Peitz an das Königreich Sachsen. Im September 1813 wurde der Cottbusische Kreis (und damit auch das Amt Peitz), noch vor der übrigen Niederlausitz, (wieder) in die preußischen Verwaltungsstrukturen integriert. Als völkerrechtlich verbindlich erfolgte die Abtretung der gesamten Niederlausitz durch das Königreich Sachsen an Preußen allerdings erst nach dem Wiener Kongress im Mai 1815. 1832 wurde das Amt Peitz mit dem Amt Cottbus vereinigt und aufgelöst.

## Amtleute und Pächter
- 1517 Balthasar von Buch, Hauptmann von Cottbus und Peitz[5]
- 1545 bis 1554 (+) Heinrich von Pack zu Sommerfeld, Hauptmann zu Cottbus und Peitz[16]
- 1554 Berthold von Mandelsloh, Amtshauptmann von Cottbus und Peitz
- 1575 Melchior von Loeben, Amtshauptmann von Peitz
- 1662 Georg Abraham von Grünberg, Amtshauptmann zu Cottbus und Peitz[7] Houwald, Spremberg S. 160.
- 1750 Peckold[17]
- 1767 Frau Eva Eleonora Krügerin, verwitwete Peckoldin, Kriegsrätin und Generalpächterin, wohnt auf dem Amt[18]
- 1770 Elias Balthasar Giesel, Kriegsrat und Generalpächter, wohnt auf dem Eisenhammer bei Peitz[19]
- 1775 Elias Balthasar Giesel, Kriegsrat und Generalpächter, wohnt auf dem Eisenhammer bei Peitz[20] Er erwarb 1788 das Rittergut Groß Oßnig für 26.000 Taler. 1798 verkaufte er es wieder für 46.000 an Christian August von Pannwitz.[21][22]
- 1798 Otto Daniel Schirrmann, Oberamtmann[11]
- 1800 Schirrmann, Oberamtmann[23]
- 1804 Schirrmann, Oberamtmann[24]
- 1812 Christian Friedrich Wilke, Oberamtmann[25]
- 1818 Christian Friedrich Wilke, Oberamtmann[26]
- 1824 Christian Friedrich Wilke, Oberamtmann[27]
- 1832 Charlotte verw. Wilke und deren Ehemann Landgerichtsrat Roemelt.[12]